# Oumar Sène
Oumar Sène (Dakar, 23 ottobre 1959) è un ex calciatore senegalese nel ruolo di centrocampista.

## Biografia
Suo figlio Saër è un calciatore professionista.

## Carriera
Ha vinto la Ligue 1 senegalese nel 1978 con il Gorée. In seguito è diventato capitano e bandiera del Paris Saint-Germain, con cui ha vinto la Division 1 1985-1986.

## Palmarès

### Club
- Campionato senegalese: 1

Gorée: 1978
- Campionato francese: 1

Paris Saint-Germain: 1985-1986